# Domingo Medina
Domingo Medina (Santiago del Estero, 4 de agosto de 1863-desconocido) fue un político argentino, que ejerció como gobernador de Santiago del Estero entre 1924 y 1928.

## Biografía
Era miembro de diversas organizaciones católicas, algunas de las cuales presidió, como la Asociación Católica Argentina de Santiago. Fue uno de los fundadores de la organización Obreros Católicos de la provincia.[cita requerida]
El ministro del interior de Marcelo T. de Alvear, Vicente Gallo, dispuso la intervención de Santiago del Estero para desplazar a Manuel Cáceres en 1924. Tras el llamado a elecciones, Gallo postuló a Medina como gobernador, siendo electo sobre Manuel Gallardo, ingeniero apoyado por Cáceres. No finalizó su mandato ya que fue interrumpido por una intervención federal decretada por el presidente Marcelo T. de Alvear.